# Беккер, Эстебан
Эстебан Беккер Чурикян (исп. Esteban Becker Churukian; 31 августа, 1964, Берналь, Аргентина) — аргентинский футболист, тренер.

## Карьера
Воспитанник академии «Индепендьенте». Начинал свою карьеру в аргентинском «Кильмесе», а позднее переехал в Испанию. В 1989 году Беккер получил предложение от «Атлетико Мадрид», но в команду не перешел.
Еще в 1987 году начал карьеру наставника в качестве фитнес-тренера в аргентинском клубе «Депортиво Эспаньол». Продолжил ее Беккер уже в Испании. Работал с различными коллективами из низших лиг. Наибольших успехов добился со сборной Экваториальной Гвинеи. Вначале он работал с женской национальной командой страны. В 2012 году он привел ее к победе в Кубке африканских наций. Затем ему удалось выступить на домашнем континентальном турнире уже с мужчинами. В январе 2015 года, перед стартом турнира (который Экваториальная Гвинея получила право провести в последний момент из-за отказа его организации Марокко в связи с эпидемией лихорадки Эбола в Западной Африке) Беккер возглавил «национальных молнии», сменив на посту легендарного испанского футболиста Андони Гойкоэчеа. За две недели работы с Экваториальной Гвинеей аргентинцу удалось сотворить главную сенсацию на континентальном чемпионате. Хозяева добились лучшего достижения в истории — они дошли до полуфинала и заняли четвертое место.
После ухода из сборной, Беккер вернулся в Испанию, где продолжил возглавлять малоизвестные клубы.

## Происхождение
Эстебан Беккер является выходцем из многонациональной семьи. Его отец — еврей немецкого происхождения, бежавший в Аргентину. Мать — христианка, имеющая армянские корни. В 1989 году Беккер вошел в состав сборной Аргентины по футболу для выступлений на Маккабиаде в Израиле. На турнире ему удалось завоевать серебро.

## Достижения
- Обладатель Кубка африканских наций среди женщин (1): 2012.